# KK Cibona Zagreb
KK Cibona ist ein kroatischer Basketballverein aus der Hauptstadt Zagreb.

## Geschichte
Der Basketballverein KK Cibona
wurde 1946 in Zagreb unter dem Namen „Sloboda“ gegründet. Nach einigen Namenswechseln in den 1950er Jahren trug der Verein lange Zeit den Namen Lokomotiva und erhielt 1975 den endgültigen Namen Cibona, der auf ein Unternehmenskonglomerat im Nahrungsmittelbereich zurückgeht (die Firmen die diesem Konglomerat angehörten waren Franck, Badel, Kras und andere). Der Name ist eine Zusammensetzung der Wörter CIpele BOmboni NAra für Schuhe, Bonbons, Nara (ein kroatisches Erfrischungsgetränk).
Das goldene Zeitalter des Klubs waren die 1980er Jahre, als Weltklassespieler wie Dražen Petrović und Krešimir Ćosić im Verein spielten. So wurden zwischen 1980 und 1987 14 Titel geholt, darunter 1985 und 1987 den FIBA Europapokal der Landesmeister. Seit 1977 hat Cibona Zagreb immer an einem europäischen Wettbewerb teilgenommen, ausgenommen das Jahr 1991/92.
Siehe auch: Basketball in Kroatien

## Aktuelle Wettbewerbe
Cibona nimmt in der nationalen kroatischen Liga (A-1 Liga) teil, jedoch erst in der Endrunde. Die Hauptsaison spielt man in der NLB League. Sie stellt eine überregionale Liga aus Basketball Vereinen des ehemaligen Jugoslawiens dar. Nach Beendigung der Saison in der NLB League, nimmt man an der Endrunde der einheimischen Kroatischen Liga teil. Diese Endrunde setzt sich aus den vier bestplatzierten Teams der 1. kroatischen Basketballliga, sowie den z. Zt. vier kroatischen Teilnehmern der NLB League zusammen. Gespielt wird im Ligamodus und danach im K.-o.-System Best of three.
In Europa spielte der Basketballklub Cibona von 1992 bis 2011 mit Ausnahme der Saison 1998/99 ununterbrochen in der EuroLeague. Nachdem Cibona 2011/12 in der Qualifikation für die Euroleague gescheitert ist, spielt man im Eurocup.